# Hemisalanx brachyrostralis
Hemisalanx brachyrostralis är en fiskart som först beskrevs av Fang, 1934.  Hemisalanx brachyrostralis ingår i släktet Hemisalanx och familjen Salangidae. Inga underarter finns listade i Catalogue of Life.